# Resistència al plaguicida

Diagrama de l'aplicació de plaguicides on es mostra com en una primera genració hi ha insectes amb resistència incrementada a un plaguicida (en vermell). Després d'aplicar el plaguicida els descendents del que s'havia fet resistent representen una major població de la població perquè els que no eren resistents han mort selectivament. Després de diverses aplicacions dels plaguicida, la plaga resistent representa la major part de la població

La resistència a plaguicides és el fenomen de l'adaptació de la població d'una plaga davant un plaguicida que resulta en la disminució de la susceptibilitat a aquest producte químic. En altres paraules, les plagues desenvolupen una resistència a un producte químic a través de la selecció natural:els organismes més resistents seran els que sobreviuran i passaran els seus trets genètics a la seva descendència.
Els fabricants de plaguicides tendeixen a preferir una definició que depèn de la fallada d'un producte en una situació real, de vegades anomenada resistència de camp.
La resistència a plaguicides s'està incrementant amb el pas dels anys. Unes 500 espècies de plagues hab desenvolupat resistències a algun plaguicida. Altres fonts diuen que són 1.000 espècies des de 1945.
Rachel Carson va predir aquest fenomen en el seu llibre de 1962 book Primavera silenciosa.

## Factors
La propensió de les poblacions de les plagues a desenvolupar resistència probablement és causada per un gran nombre de factors. El primer és que les plagues normalment són capaces de produir un gran nombre de descendents. Aquest fet incrementa la probabilitat de mutacions a l'atzar i assegura que es faci ràpidament mutants resistents. El segon és que les espècies d eles plagues han estat sotmeses de manera natural a gran quantitat de toxines abans de l'arribada dels productes químics produïts pels humans. Per exemple moltes plantes produeixen toxines per a defensar-se dels herbívors. Com a resultat la coevolució dels herbívors i les seves plantes hostes requereix la capacitat fisiològica de destoxificar o tolerar els verins. En tercer lloc els humans sovint han confiat exclusivament en els productes químics pel control de les plagues. Això incrementa la pressió de la selecció cap a la resistència. Els plaguicides que no es degraden ràpidament i romanen en la zona contribueixen a la selecció d'organismes resistents fins i tot si ja no s'apliquen més.
Si en resposta a la resistència als plaguicides encara s'utilitzen més el problema s'agreuja. A més si els plaguicides aplicats són tòxics pels dpredadors o paràsits de les plagues caldria també incrementar l'ús de plaguicides en el que es coneix com a trampa del plaguicida.
S'ha de tenir en compte que el nombre de predadors, paràsits o competidors de les plagues tenen generalment una població més baixa que la de les plagues i no desenvolupen resistències tan ràpidament. Tanmateix es poden produir, en laboratori, depredadors resistens als plaguicides.
Com menys fonts d'aliment tingui una plaga més probable és que desenvolupi resistència a un plaguicida. Altres factor de la rapidesa en el desenvolupament de resitències són el temps que es triga a fer les generacions i la fecunditat (temps curt en formar cada generació i més descendència augmenten la ràpides en desenvolupar la resistència).

## Exemples
La resistència s'ha desenvolupat en un gran nombre d'espècies de plagues:
La resistència als insecticides es va documentar primer per A. L. Melander el 1914 quan les cotxinilles va demostrar resistència als insecticides inorgànics. Entre 1914 i 1946, es van documentar 11 casos més. El desenvolupament d'insecticides orgànics com el DDT, va donar esperança sobre que la resistència als insecticides era una cosa del passat. Però ja l'any 1947 es va informar de resistència de la mosca domèstica al DDT. Amb la introducció de cada nova família d'insecticides – ciclodiens, carbamats, formamidines, organofosfats, piretroides, i fins i tot el bacteri Bacillus thuringiensis – van aparèixer casos de resistències entre cada 2 a 20 anys.
- Als Estats Units les mosques de la fruita que infesten els cítrics s'han tornat resistents a l'insecticida malathion.[9]

- A Hawaii i el Japó, l'arna d'equena de diamant va desenvolupar resistència davant del bacil, utilitzat en control biològic, Bacillus thuringiensis després de tres anys d'usar-lo intensament.[7]

- El DDT ja no és efectiu per prevenir la malària en alguns llocs, un fet que ha contribuït al resurgiment d'aquesta malaltia.[4]

- Al sud dels Estats Units la mala herba Amaranthus palmeri, del conreu del cotó ha desenvolupat resistència a l'herbicida glifosat (Marca Roundup).[10]

- L'escarabat de la patata ha desenvolupat resistència a 52 diferents compostos químics.[11]

Encara que desenvolupar resistències es tracta normalment com el resultat d'usar plaguicides químics també es desenvolupen resistències als mètodes no químics de control .. Per exemple el cuc de les arrels de la dacsa (Diabrotica barberi) s'ha adaptat a la rotació de cultius mantenint-se en diapausa quan no s'ha sembrat la dacsa.

## Resistència múltiple i creuada
La resistència múltiple és el fenomen en el qual una plaga és resistent a més d'una classe de plaguicides. Ocorre quan es fa servir un plaguicida fins que s'observa la resistència i aleshores es canvia aun altra fins que també es veu la resistància i continuar de la mateixa manera amb un altre plaguicida. La resistència creuada és un fenomen relacionat amb l'anterior, ocorre quan la mutació genètica que ha fet la plaga resistent a un plaguicida també la fa resistent a altres plaguicides, especialment aquells amb un mecanisme d'acció similar.

## Fisiologia i comportament
Freqüentment una plaga passa a ser resitent a un plaguicida perquè desenvolupa canvis fisiològics que la protegeixen les producte químic. En alguns casos una plaga pot incrementar el nombre de còpies d'un gen, permetent produir un enzim protector que degradi el plaguicida en productes menys tòxics. Aquests enzims inclouen les esterases, transferases de glutatió i oxidases microsòmiques mixtes. Alternativament el nombre de receptors bioquímics per al producte químic es poden reduir dins la plaga, o els receptos poden ser alterats, reduint la sensibilitat de la plaga davant el compost. La resistència de comportament s'ha descrit, per exemple, en els mosquits Anopheles que prefereixen romandre a l'exterior que no pas en l'interiors de les caixes on es ruixen els insecticides.
Sovint amb la mutació en un sol gen ja dona resistència, en altres casos estan implicats diversos gens. Com que els gens resistents són sovint autosòmics l'herència de la resistència és igual per a mascles i femelles. A més resulta una característica heretada dominant.

## Gestió
Per tal d'evitar l'aparició de resitències convé reduir la pressió de selecció evitant fer aplicaciopns innecessàries de plaguiciedes, fer servir sistemes de control no químics i deixar sense tractar refugis on les plagues no tractades (susceptibles) puguin sobreviure
Si només es fan servir plaguicides químics cal fer-ho amb una rotació amb productes químics que tinguin un modus d'acció diferent.